# Manayunkia speciosa
Manayunkia speciosa är en ringmaskart som först beskrevs av Joseph Leidy 1859.  Manayunkia speciosa ingår i släktet Manayunkia och familjen Sabellidae. Inga underarter finns listade i Catalogue of Life.